# Сахно, Сергей Витальевич
Сергей Витальевич Сахно (укр. Сергій Віталійович Сахно; род. 28 июля 1966, Чернобыль) — советский и украинский музыкант, создатель группы Akapulko (с 2014 года), барабанщик, перкуссия, бэк-вокал группы «Вопли Видоплясова» (с 1987 до 1991 года и с 1997 года поныне), композитор, мультиинструменталист и аранжировщик, участник группы «ЯЯЯ» (1993-1997).

## Биография
Сергей Витальевич Сахно родился 28 июля 1966 года в городе Чернобыль. В 1986 году после аварии на Чернобыльской АЭС приехал в Киев, где пошёл учиться и получил диплом дирижёра. Ещё во время учёбы в киевском музыкальном училище, осенью 1987 года, стал четвёртым участником (ударником) незадолго созданной в 1986 группы «Вопли Видоплясова». Входил в состав группы, называемый «золотым».
Когда в 1991 году Олег Скрипка и Александр Пипа поехали на гастроли в Париж и там остались, Сергей Сахно решил остаться в Киеве.
Осенью 1993 года Сергей Сахно, вернувшийся с гастролей во Франции, по приглашению Юрия Здоренко (поле ухода Александра Артюха) присоединился к новой группе, которая вскоре получила название «ЯЯЯ», придуманное Сергеем Сахно.
В 1996 году Олег Скрипка и Александр Пипа вернулись в Киев, и Сергей Сахно вновь присоединился к коллективу «ВВ».
В декабре 2014 года Сергей Витальевич создал новый проект Akapulko, дебютировавший с альбомом «Райское наслаждение». Идея проекта родилась у Сергея Сахно более чем за десять лет до того, как он её реализовал. В группу, кроме Сахно, вошли бас-гитарист Алексей Мельченко, клавишник Евгений Коцур, гитарист Сергей Алешаев, солистка Рузана Агаджанова. Музыкальный продюсер альбома «Райское наслаждение» — шведский музыкант Матиас Лодмальм. Специалисты называют Akapulko «изобретенным Сергеем Сахно новым музыкальным стилем „трип-Твист“ плюс микс из украинского мелоса, жёсткого динамического „рокапопса“ и блюзовой психоделии 1960-х в сочетании с модными сегодня новым берлинским звуком „(New sound of Berlin)“».
В интервью ГолосUA в 2014 году Сахно заявил: «Уходить из ВВ я ни в коем случае не собираюсь».

## Произведения
- Альбом «Райское наслаждение» (2014)